# Metropolia Acapulco
Metropolia Acapulco – metropolia Kościoła rzymskokatolickiego w Meksyku. Erygowana w dniu 10 lutego 1983 roku. W skład metropolii wchodzi 1 archidiecezja i 3 diecezje.
W skład metropolii wchodzą:
- Archidiecezja Acapulco
  - Diecezja Chilpancingo-Chilapa
  - Diecezja Ciudad Altamirano
  - Diecezja Tlapa